# Ape socken
Ape socken (lettiska: Apes pagasts) är ett administrativt område i Ape kommun i Lettland.